# Église Notre-Dame de Regla
L’église Notre-Dame est une église située à Regla, l’une des municipalités de La Havane à Cuba, que l’Église catholique rattache à l’archidiocèse de La Havane en tant qu’église paroissiale,. La Conférence des évêques catholiques de Cuba l’a déclarée sanctuaire national, en 1987.

## Historique
L’église a été construite entre 1811 et 1818